# Мерлин, Павел Иванович
Па́вел Ива́нович Ме́рлин (1769—1841) — российский военачальник, генерал-майор Русской императорской армии.

## Биография
Из дворян Тамбовской губернии. В 1779 г. записан сержантом во 2-й канонирский полк.  С 1784 г. штык-юнкер Бомбардирского полка, в 1787 году был произведён в аудиторы и принял участие в войне со Швецией 1788—90 годов. С 1790 г. поручик в том же полку. Участвовал в польской кампании 1792 г. и в подавлении восстания Костюшко 1794 г. С 1801 командовал ротой, входившей в 6-ю артиллерийскую бригаду. Во время кампаний 1806—1807 гг. действовал в составе корпуса ген. Л.Л. Беннигсена. В 1806 году произведён в подполковники. Зарекомендовал себя отличным офицером. В сражении под Чарновом он оказал «мужественное сопротивление» при отбитии атак Даву и был удостоен ордена Святого Георгия 4-го класса № 712 
В воздаяние отличного мужества и храбрости, оказанных в сражении 11 декабря при м. Чарнове против французских войск, где во все время, быв подвержен опасности, выдерживал самый сильный огонь от неприятеля и все данные повеления исполнял с расторопностью и особливым искусством, свойственным знающему совершенно своё дело артиллерийскому офицеру.
Доблестно сражался под Пултуском, Прейсиш-Эйлау (награждён орд. Св. Владимира 4-й ст. с бантом и 17.1.1807 получил чин полковника), Гуттштадтом, Гейльсбергом и Фридландом. Раненый под Фридландом, был взят в плен, через месяц освобождён, пожалован золотой шпагой «За храбрость».
В 1811 году он был назначен командиром 2-й резервной артиллерийской бригады и с ней во время Отечественной войны участвовал практически во всех крупнейших сражениях. В сражении за Смоленск два дня не выходил из боя. За мужественные действия при Бородине награждён орд. Св. Владимира 3-й ст. Отличился при Тарутине, Малоярославце и Вязьме; за трёхдневный бой под Красным награждён орд. Св. Георгия 3-го кл. (03.06.1813). 26.12.1812 за образцовые действия произведён в генерал-майоры; его солдаты получили знаки на кивера с надписью «За отличие», а офицеры — зол. петлицы.

3 июня 1813 года ему был вручён орден Святого Георгия 3-го класса № 305
В награду за отличную храбрость и мужество, оказанные в сражении против французских войск 4 — 6 ноября 1812 года под Красным.
В кампанию 1813, командуя артиллерией 3-го пехотного (Гренадерского) корпуса, Мерлин отличился в арьергардных боях от Лютцена до Бауцена (орд. Св. Анны 1-й ст.; после Лейпцигского сражения получил алмазные знаки к этому ордену). За битву под Суассоном в феврале 1814 пожалован золотой шпагой с алмазами.
Затем командовал артиллерией 5-го пехотного корпуса.
В 1822 г. был зачислен по артиллерии и в 1835 г. уволен от службы.
Павел Иванович Мерлин ушёл в отставку 24 декабря 1835 г. и через шесть лет скончался от незаживавшей фридландской раны.